# Estevan Regional Aerodrome
Estevan Regional Aerodrome är en flygplats i Kanada.   Den ligger i provinsen Saskatchewan, i den sydöstra delen av landet, 2 100 km väster om huvudstaden Ottawa. Estevan Regional Aerodrome ligger 580 meter över havet.
Terrängen runt Estevan Regional Aerodrome är mycket platt. Runt Estevan Regional Aerodrome är det ganska glesbefolkat, med 43 invånare per kvadratkilometer.. Närmaste större samhälle är Estevan, 8,5 km söder om Estevan Regional Aerodrome.
Trakten runt Estevan Regional Aerodrome består till största delen av jordbruksmark.